# Радиокапсула
Ра́диока́псула (синоним э́ндора́диока́псула; устаревшие названия: кишечный датчик, кишечный радиозонд) — заглатываемая человеком или животным капсула — медицинский прибор, измеряющий в просвете органов желудочно-кишечного тракта (ЖКТ) некоторые величины (например, кислотность, температуру, давление и другие) и передающий результаты измерений по радиоканалу. Радиосигнал от радиокапсулы записывается и обрабатывается специальной приёмно-анализирующей аппаратурой.
Различают радиокапсулы, питающиеся энергией от собственного источника питания, радиокапсулы, получающие питание извне и радиокапсулы, отражающие сигнал от внешнего источника (эхо-радиокапсулы). Радиокапсула также может быть или свободноперемещающейся по желудочно-кишечному тракту, или прикрепляемой к слизистой оболочке органа ЖКТ либо к зонду. В последнем случае она может через некоторое время отцепляться от зонда и далее свободно перемещаться по ЖКТ. Некоторые авторы называют радиокапсулами только капсулы с автономным источником питания и только свободноперемещающиеся капсулы.

## Состав измерительного комплекса
Радиокапсула является лишь одной из частей комплекса, измеряющего значения каких-либо характеристик ЖКТ. Сигнал, излучаемый капсулой, должен приниматься специальным устройством. Если не ставится задача определения точного местоположения капсулы в ЖКТ пациента, а также предполагается, что пациент должен вести обычный образ жизни, вне стационара, то приёмник представляет собой небольшой электронный блок, носимый в кармане одежды или на поясе пациента. Приёмник записывает текущие результаты измерений. После окончания процедуры записанные значения передаются, например, в персональный компьютер, на котором, с помощью специально разработанного программного обеспечения, происходит обработка этих измерений и их анализ.
Если исследуется ЖКТ животных, например, крупного рогатого скота, то приёмник размещается за оградой территории, доступной животным. При этом передатчик в капсуле и приёмник должны обладать достаточными для записи полезного сигнала мощностью и чувствительностью, соответственно.
Если же ставиться задача определения местоположения капсулы в ЖКТ пациента, то одного приёмника становиться недостаточно. Для вычисления координат источника сигнала может использоваться несколько (три или больше) приёмников, разнесённых в пространстве или специальные пояса-пеленгаторы. Для точного измерения координат требуется неподвижное состояние пациента. В то же время, знание точных координат местоположения капсулы не всегда даёт возможность определить, в каком анатомическом отделе ЖКТ пациента находится капсула.
В обыденной речи фраза «разработка радиокапсулы» и ей аналогичные обычно означает разработку не только самой капсулы, но и всего комплекса аппаратуры, включающего, в том числе, приёмник(и) и программное обеспечение для анализа результатов измерений.

## Типы радиокапсул по измеряемым параметрам
Различные варианты радиокапсул измеряют разный набор параметров. Но наиболее часто измеряемыми радиокапсулами параметрами являются внутриполостные давление, температура и кислотность. Существуют различные варианты реализаций: или в одной капсуле совмещают два или более измеряемых параметра, или разрабатывают серию капсул, в которой каждая из капсул оснащена датчиком только одного типа.
Кроме того, были разработаны радиокапсулы, измеряющие скорость расщепления питательных веществ в ЖКТ, радиокапсулы, определяющие содержания кислорода в органах пищеварительного тракта, для измерения интенсивности ионизирующего излучения, для обнаружения кровотечений в ЖКТ и некоторые другие. Однако далее отдельных образцов (или даже проектов) эти направления не развивались.

### Радиокапсулы, измеряющие давление
Радиокапсулы, измеряющие давление в просвете ЖКТ, были сконструированы первыми. В состав радиокапсул, измеряющих давление, входят датчик давления, генератор высокочастотных колебаний, автономный источник питания. Датчик давления должен обеспечивать измерение давления от 0 до 200 мм вод. ст. и реагировать на изменения ±5 мм вод. ст. Датчик давления может быть или индуктивного, или ёмкостного типа.
Принцип действия индуктивного датчика основан на изменении индуктивности системы вследствие воздействия давления на мембрану датчика, изменение положения которой вызывает механическое перемещение ферромагнитного или магнитодиэлектрического сердечника или якоря, изменяющего, таким образом, индуктивность катушки.
Ёмкостной датчик основан на изменении зазора между пластинами плоского конденсатора при изменении давления.
Современные, наиболее часто применяемые медицинские манометрические методы исследования моторики органов пищеварительной системы (манометрия верхнего пищеводного сфинктера, эзофагоманометрия, манометрия сфинктера Одди, антродуоденальная манометрия, аноректальная манометрия), требуют либо точной фиксации датчика давления в определённой точке органа, либо одновременного измерения давления в нескольких точках органа, расположенных на вполне определённом расстоянии, что нереализуемо с помощью радиокапсул.

### Радиокапсулы, измеряющие кислотность
Радиокапсулы, измеряющие кислотность (синоним pH-радиокапсулы), должны работать в диапазоне примерно от 0,8 до 8,5 pH (максимальная теоретически возможная кислотность в желудке 0,86 pH соответствует кислотопродукции желудка 160 ммоль/л; минимальная теоретически возможная кислотность в желудке 8,3 pH соответствует pH насыщенного раствора ионов HCO3−, секретируемых слизистой желудка) и иметь чувствительность ± 0,1—0,2 pH. Датчик pH должен работать и иметь стабильные характеристики в течение времени нахождения в пищеварительном тракте, то есть 2 — 3-е суток. В датчике pH радиокапсул в качестве измерительного электрода используется сурьмяный или стеклянный электрод, в качестве электрода сравнения — каломельный или хлорсеребряный электрод.
Современные методы диагностики кислотозависимых заболеваний основаны либо на одновременном измерении pH в двух или более точках ЖКТ (кратковременная внутрижелудочная pH-метрия, экспресс pH-метрия), либо на фиксации датчика pH в определённом месте органа (большинство диагностических методик рефлюксных заболеваний пищевода базируются на суточной pH-метрии, предполагающей измерение pH в точке, расположенной на 5 см выше нижнего пищеводного сфинктера, в течение не менее 24 часов), либо исходят из измерения pH в стандартизированном наборе точек органа (эндоскопическая pH-метрия). Реализация подобных методов невозможна с помощью свободноперемещающихся pH-радиокапсул. В настоящее время в практической медицине применяется только капсула Браво, прикрепляемая к эпителию пищевода.

### Радиокапсулы, измеряющие температуру
Датчики измерения температуры в капсулах должны работать в диапазоне 34—42 °С, датчик должен обнаруживать изменения температуры, равное ± 0,1 — 0,2 °C.
С момента создания первой радиокапсулы, в датчиках измерения температуры были использованы различные преобразователи:
- сегнетокерамические или иные конденсаторы с резко выраженной температурной зависимостью диэлектрической проницаемости материала между прокладками конденсатора;
- катушки индуктивности с сердечником, магнитная проницаемость которого в достаточной для регистрации степени зависит от температуры;
- терморезисторы;
- диоды или транзисторы с заметной температурной зависимостью коллекторного тока от температуры.

С помощью таких радиокапсул был измерен температурный профиль желудочно-кишечного тракта. В современном наборе методов функциональной диагностики в гастроэнтерологии, методы, связанные с измерением температуры органов пищеварения не присутствуют.

## Из истории радиокапсул

### Бум разработок радиокапсул конца 1950-х — 1960-х годов
Впервые радиокапсула, имеющей автономный источник питания, была описана июне 1957 года в журнале «Nature» сотрудниками Каролинского института (швед. Karolinska institutet; Стокгольм, Швеция) Стюартом Маккаем (англ. R. Stuart Mackay) и Бертилом Якобсоном (англ. Bertil Jacobson) (Швеция). Это была свободно-перемещающаяся капсула, измеряющая в просвете пищеварительного тракта давление и температуру.
Работа Маккая и Якобсона ознаменовала начало научно-технического бума «капсулостроительства», охватившего большинство технически развитых стран. В том же году в журнале «Science» появляется публикация об аналогичной американской радиокапсуле. В следующем, 1958-м, появляется восточногерманская и западногерманская радиокапсулы. В 1960-м году в СССР, в Ленинграде, организована специальная лаборатория разработки радиокапсул и телеметрических систем на их основе. В 1961-м году появилась публикация английских, а в 1962-м — японских исследователей.
В конце 1950-х годов эта проблема представлялась в научно-техническом мире настолько важной, что уже с 1957-58 годов конструированием радиокапсул лично занялись «звёзды» изобретательской деятельности того времени, такие как Владимир Зворыкин (США), Манфред фон Арденне (ГДР; ему принадлежит первенство в отношении создания pH-радиокапсулы) и другие.
Выдающиеся изобретатели — участники бума разработок радиокапсул конца 1950-х — 1960-х годов:

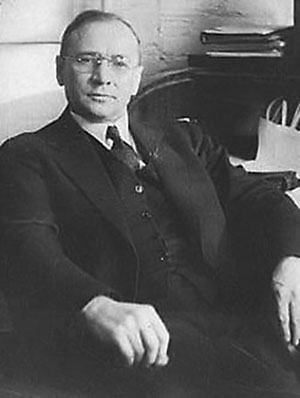
Владимир Зворыкин
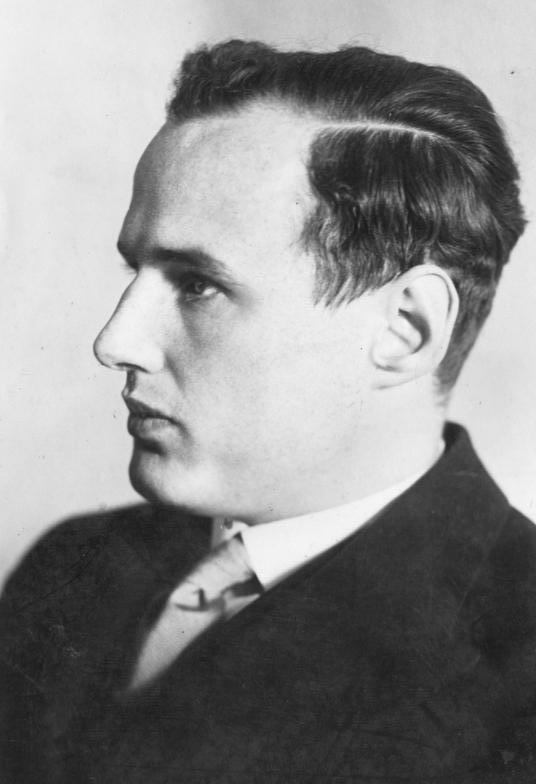
Манфред фон Арденне

В начале 1960-х годов фирма «Телефункен» (нем. Telefunken; ФРГ) выделила значительные средства на поддержку технических экспериментов и медицинских исследований в этой области.

### Гейдельбергские капсулы
Гейдельбергскими капсулами называют одноразовые радиокапсулы, измеряющие кислотность в просвете ЖКТ. Название происходит от города Гейдельберга (Германия). В начале 1960-х годов в департаменте гастроэнтерологии Гейдельбергского университета профессор педиатрии Ганс Ноллер (нем. Hans G. Nöller), при финансовой поддержке фирмы «Телефункен» в течение трёх лет выполнил с помощью таких капсул более 1000 исследований на взрослых пациентах.
Термин гейдельбергские капсулы (англ. Heidelberg Capsule; Heidelberg pH Capsule) более распространён в США, где существует компания Heidelberg Medical Inc., занимающаяся производством гейдельбергских капсул, радиотелеметрических систем для этих капсул и продвижением медицинских методов их применения.

### Разработка радиокапсул в СССР
В СССР в конце 1960 года в Ленинграде в одном из учреждений Академии медицинских наук СССР была создана лаборатория, основной задачей которой являлась разработка аппаратуры эндорадиозондирования. Всё руководство работами по радиокапсулам осуществляли Е. Б. Бабский и А. М. Сорин. В конце следующего, 1961 года, начались физиологические и клинические испытания изготовленных радиокапсул. Первоначально радиокапсулы применялись для исследования пищеварительного тракта. Позже радиокапсулы стали использовать в Ленинградском институте усовершенствования врачей для регистрации сократительной функции матки и исследования родового акта (С. Н. Давыдов).
На первом этапе была разработана серия радиокапсул, каждая из которых измеряла один параметр: давление, pH, температуру. После этого начались разработки капсул, способных измерять два или больше параметров одновременно. Советские разработчики занимали позицию, что радиокапсулы должны быть многократного применения (в отличие, например, от Ганса Ноллера, чьи гейдельбергские радиокапсулы были одноразовыми). Поэтому советские радиокапсулы снаружи покрывались силиконовым каучуком, используемым в качестве сменного чехла. Кроме того, капсулы подвергались химической дезинфекции.

#### Советские радиокапсулы, измеряющие давление
Первые версии советских радиокапсул, измеряющих давление, были изготовлены в 1961-62 годах.

#### Советские pH-радиокапсулы
Промышленное производство первых советских pH-метрических радиокапсул было налажено в 1963 году. В этих капсулах в датчике pH измерительный электрод был сделан в виде сурьмяного кольца диаметром 8 мм с серебряным выводом. Электрод сравнения выполнен из хлорированной серебряной проволоки диаметром 0,6 мм помещённой в пасту, составленной в равной пропорции из хлористого серебра AgCl и хлорида натрия NaCl. В следующей версии pH-радиокапсулы сурьмяный электрод был выполнен в виде диска диаметром 5 мм и высотой 2 мм. Электрод сравнения был сделан в виде чашечки диаметром 6 мм из хлорированного серебра. Электроды были расположены на противоположных торцах капсулы.
Несмотря на модернизацию датчика pH, у него так и остался ряд недостатков: относительно малая чувствительность, быстрое окисление в агрессивной среде желудка, температурная зависимость. Поэтому была поставлена задача использовать в капсулах в качестве измерительного стеклянный электрод, лишённый перечисленных недостатков. К этому времени был накоплен опыт изготовления стеклянных электродов, явившийся следствием развития и оформления теории стеклянного электрода на кафедре физической химии химического факультета Ленинградского государственного университета (ЛГУ), где М. М. Шульцем (будущим академиком АН СССР), одним из ведущих специалистов в этой области, во взаимодействии с Е. Ю. Линаром, занимающимся зондовой внутрижелудочной pH-метрией, был разработан стеклянный электрод для внутрижелудочной pH-метрии и поэтому в 1963 году был заключён договор с Научно-исследовательским химическим институтом (НИХИ) ЛГУ, по которому лаборатория электрохимии стекла НИХИ ЛГУ, возглавляемая М. М. Шульцем, в течение 1963 года выполняет НИР «Разработка миниатюрных pH датчиков для радиокапсулы», включающую, в том числе, этапы: «Отработка рецептур стёкол для электродов», «Отработка миниатюрных стеклянных электродов» и «Испытание датчиков pH». В результате был разработан стеклянный электрод для pH-метрической радиокапсулы, однако, в связи со сложностями в промышленном изготовлении стеклянных электродов, А. М. Сорин вернулся к сурьмяному измерительному электроду.
Советские pH-радиокапсулы широко применялись при научных исследованиях. Например, кандидатская работа главного гастроэнтеролога МЗиСР РФ, академика РАМН В. Т. Ивашкина выполнена с помощью pH-радиокапсул: «Значение радиотелеметрического исследования интрагастрального и интрадуоденального pH для оценки эффективности действия антацидов и атропина у больных хроническими заболеваниями желудка и двенадцатиперстной кишки».

#### Советские радиокапсулы, измеряющие температуру
В разработанных в лаборатории Сорина радиокапсулах в качестве датчика температуры применялся сначала сегнетокерамический вариконд ВКI-2В, а затем вариконд К10-21. Конструктивно датчик был выполнен в виде диска диаметром 2 мм и толщиной 0,5 мм. Точность измерений этого датчика в диапазоне от 34 до 42 °C достигала 0,1 °C.

### Исследования в акушерстве, гинекологии и урологии
Кроме желудочно-кишечного тракта, с помощью радиокапсул исследовали и другие полые органы человека. Существовали следующие направления исследований: измерение внутриматочного давления в гинекологии и акушерстве, измерение давления во влагалище и матке человека во время коитуса, исследование давления внутри мочевого пузыря.

### Итоги первых 15 лет
С 1957 года, времени первых публикаций, до начала 1970-х годов разработкой радиокапсул и методов их применения занимались во многих странах и с большим энтузиазмом. Существовала вера, что радиокапсулы смогут стать мощным диагностическим инструментом. Довольно быстро были решены все инженерные задачи, связанные с конструированием капсул, датчиков, передачей и приёмом радиосигнала и его обработкой. Были некоторые достижения в области физиологии (например, измерены pH и температурные профили всего желудочно-кишечного тракта). Общее число публикаций в научных журналах достигло нескольких сотен. Однако главная задача — широкое внедрение радиокапсул в практическую медицину — не была решена.
Основными причинами этого явились сложность (или невозможность) точного определения, где (в каком отделе ЖКТ) в конкретный момент находится капсула и невозможность «остановки» капсулы при её перемещении по ЖКТ на клинически интересном участке.

## pH-радиокапсулы Браво

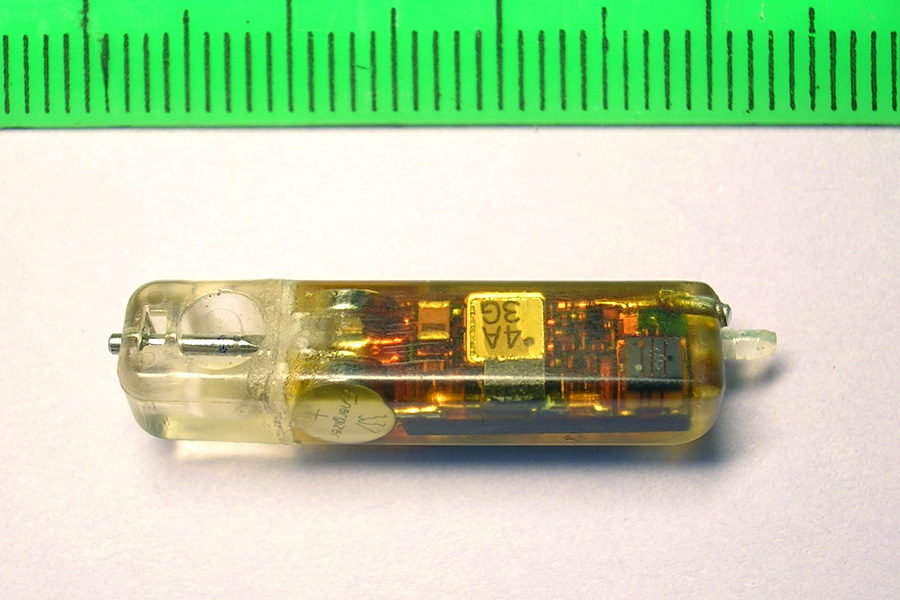
pH-радиокапсула Браво

pH-радиокапсула Браво (англ. Bravo™), выпускающаяся с 2003 года фирмой Medtronic (США), не является свободноперемещающейся. С помощью специального устройства она прикрепляется к эпителию пищевода (обычно на 5 см выше нижнего пищеводного сфинктера) и в течение нескольких суток измеряет кислотность в просвете пищевода и передаёт результаты измерений в приёмник, находящийся в кармане одежды (или на поясе) пациента или закреплённый на его теле тем или иным способом. По окончании исследования записанные данные переписываются в компьютер для дальнейшей обработки и анализа. В результате естественного отмирания эпителия капсула отцепляется от пищевода через несколько суток и выводится из тела пациента вместе с калом.
pH-радиокапсулы Браво предназначены для исследования гастроэзофагеальных рефлюксов. Основное преимущество перед выполняющими ту же задачу ацидогастромониторами — возможность для пациента во время суточного (или более) исследования вести обычный образ жизни, так, чтобы окружающие не видели, что пациенту введён измерительный датчик (пациенты, исследуемые с помощью ацидогастромониторов, также могут вести обычный образ жизни, однако у них в пищевод через нос проходит pH-зонд, что очень заметно для окружающих).
Несмотря на некоторые имеющиеся недостатки (боли в груди у многих пациентов, необходимость эндоскопии при установки капсулы, раннее отцепление (в 5-10 % случаев), стоимость исследования) и то, что современные ацидогастромониторы, как зарубежные, так и отечественные, нивелировали существовавшее ранее преимущество Браво в длительности исследования, pH-капсулы Браво вошли в развитых странах в повседневную медицинскую практику при диагностике рефлюксных заболеваний пищевода, в частности, гастроэзофагеальной рефлюксной болезни.
В России pH-радиокапсулы Браво не сертифицированы.

## «Лаборатория в таблетке»
Существуют проекты создания радиокапсул, основанных на последних достижениях электроники, измеряющих целый комплекс параметров пищеварительного тракта. Один из таких проектов, «лаборатория в таблетке» (англ. laboratory-in-a-pill), выполнен в Университете Глазго, Шотландия.

## Другие виды радиоэлектронных «таблеток» и капсул
Существует большое количество различных радиоэлектронных капсул, предназначенных для диагностических или лечебных целей. Часть из них имеет широкое применение в медицинской практике, другие используются только в научных исследований, третьи реализованы в нескольких экземплярах, четвёртые существуют только в виде проектных разработок. Ниже перечислены «электронные таблетки», хотя и не являющиеся в первоначальном понимании термина радиокапсулами, но имеющее общим то, что они являются радиотехническим или радиоэлектронным устройством, имеют вид капсулы, вводятся в желудочно-кишечный тракт и излучают радиосигналы.

### Эндоскопические видеокапсулы

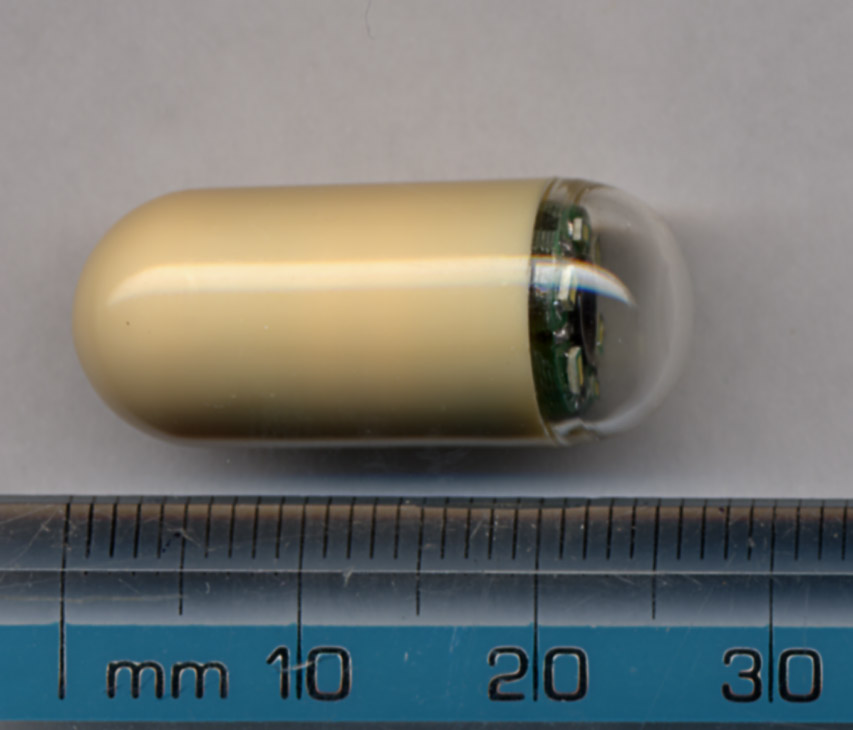
Эндоскопическая видеокапсула

Эндоскопические видеокапсулы представляют собой встроенные в капсулы видеокамеры, совмещённые с передатчиком видеосигнала. Процедура исследования пациента с помощью такой капсулы называется капсульная эндоскопия. В процессе прохождения ЖКТ капсула делает несколько десятков тысяч снимков, которые записываются в память приёмного устройства, аналогичного приёмному устройству радиокапсулы. С помощью капсульной эндоскопии появилась возможность получения изображений ранее недоступных для эндоскопии участков тонкой кишки. Капсульная эндоскопия сертифицирована в США, странах Европейского союза, Израиле, Австралии.

#### Недостатки видеокапсульной эндоскопии
При капсульной невозможно взятие материала для гистологических исследований (биопсии), что широко применяется при традиционной эндоскопии.
Также возможна задержка видеокапсулы в желудочно-кишечном тракте пациента (что происходит, по разным оценкам, в 0,5-10 % случаев от общего количества видеокапсульных процедур). При задержке видеокапсула извлекается из пациента или с помощью эндоскопа, или с помощью полостной хирургической операции.

### «Кремлёвские таблетки» (АЭС ЖКТ)
Автономные электростимуляторы желудочно-кишечного тракта (АЭС ЖКТ), называемые также «кремлёвские таблетки», внешне похожи на радиокапсулы, однако, в отличие от радиокапсул, являются не диагностическими, а терапевтическими, активными приборами. АЭС ЖКТ при прохождении по пищеварительному тракту генерирует электрические импульсы, которые оказывают стимулирующее и физиотерапевтическое воздействие на окружающие органы. АЭС ЖКТ была разработана В. Ф. Агафонниковым (ТИАСУР) и В. В. Пекарским (ТМИ) в Томске в 1984 году. В 1986 году налажено серийное производство в цехе при ТИАСУРе, а с 1996 года до настоящего времени выпускается томским
Научно-исследовательским институтом полупроводниковых приборов.